# In Apostolicae Sedis specula
In Apostolicae Sedis specula è una delle otto bolle pontificie promulgate da papa Gregorio XII a Lucca il 7 maggio 1408.
Con esse il papa confermò il privilegium concesso dall'imperatore Carlo IV mezzo secolo prima allo Studium Generale di Siena, l'attuale Università di Siena. Il pontefice dispose, inoltre, la creazione di una facoltà teologica, e concesse ai dottori e agli scolari senesi gli stessi privilegi di cui erano benificiari i loro colleghi delle Università di Bologna e Parigi.